# Dzielnica Józefów
Dzielnica Józefów (do 30 VI 1952 gmina Józefów; od 1 I 1958 osiedle Józefów) – dawna dzielnica powiatowa, czyli podstawowa jednostka administracyjna Polskiej Rzeczypospolitej Ludowej, funkcjonująca tylko na terenie powiatu miejsko-uzdrowiskowego Otwock w latach 1952-1957. W okresie tym stanowiła ona najmniejszą – obok miast i gmin (1952-54) oraz miast, osiedli i gromad (1954-57) – jednostkę podziału terytorialnego kraju.

## Kontekst
Dzielnice, z dzielnicowymi radami narodowymi (DzRN) jako organami władzy najniższego stopnia, funkcjonowały od momentu utworzenia powiatu miejsko-uzdrowiskowego Otwock w lipcu 1952 do momentu jego zniesienia z początkiem 1958 roku. Ponieważ powiat miejsko-uzdrowiskowy Otwock nie był zaliczany do powiatów ziemskich lecz do miejskich (grodzkich), jego dzielnice były jednostkami miejskimi. Dlatego też, kiedy jesienią 1954 w związku z reformą reorganizującą administrację wiejską na obszarze całego kraju zniesiono gminy zastępując je przez gromady, dzielnice powiatu miejsko-uzdrowiskowego Otwock nie uległy zmianom. Doszło do tego (częściowo) dopiero 1 stycznia 1958, kiedy powiat miejsko-uzdrowiskowy Otwock zniesiono, przekształcając go w zwyczajny powiat otwocki.

## Historia
Dzielnicę Józefów z siedzibą DzRN w Józefowie (wówczas wsi) utworzono – jako jedną z 8 dzielnic powiatowych na obszarze Polski – 1 lipca 1952 w powiecie miejsko-uzdrowiskowym Otwock w woj. warszawskim, na mocy rozporządzenia Rady Ministrów z 3 maja 1952. Powstała ona z obszaru dotychczasowej (terytorialnie zmienionej) wiejskiej gminy Józefów ze zniesionego równocześnie powiatu warszawskiego w tymże województwie. Objęła w sumie  6 dotychczasowych gromad:
- Dębinka z włączoną do niej mniejszą częścią gromady Świdry Wielkie (która nie weszła w skład Otwocka)[8],
- Józefów,
- Michalin,
- Nowa Wieś,
- Rycice i
- Świdry Małe;

W październiku 1954 dla dzielnicy ustalono 27 członków dzielnicowej rady narodowej.
Dzielnica Józefów przetrwała do końca 1957 roku, czyli do chwili zniesienia powiatu miejsko-uzdrowiskowego Otwock. 1 stycznia 1958 nadano jej status osiedla, przez co nigdy nie stała się gromadą. Prawa miejskie osiedle Józefów otrzymało 18 lipca 1962.